# Gare de Cubzac-les-Ponts
La gare de Cubzac-les-Ponts est une gare ferroviaire française de la ligne de Chartres à Bordeaux-Saint-Jean située sur le territoire de la commune de Cubzac-les-Ponts, dans le département de la Gironde, en région Nouvelle-Aquitaine.
C'est une halte ferroviaire de la société nationale des chemins de fer français (SNCF) desservie, par des trains TER Nouvelle-Aquitaine.
La halte ne possède que des quais courts obligeant les voyageurs à se diriger vers les voitures situées vers l’avant du train.

## Situation ferroviaire
Établie à 28 m d'altitude, la gare de Cubzac-les-Ponts est située au point kilométrique (PK) 593,293 de la ligne de Chartres à Bordeaux-Saint-Jean, entre les gares de Saint-André-de-Cubzac et La Grave-d'Ambarès.

## Histoire

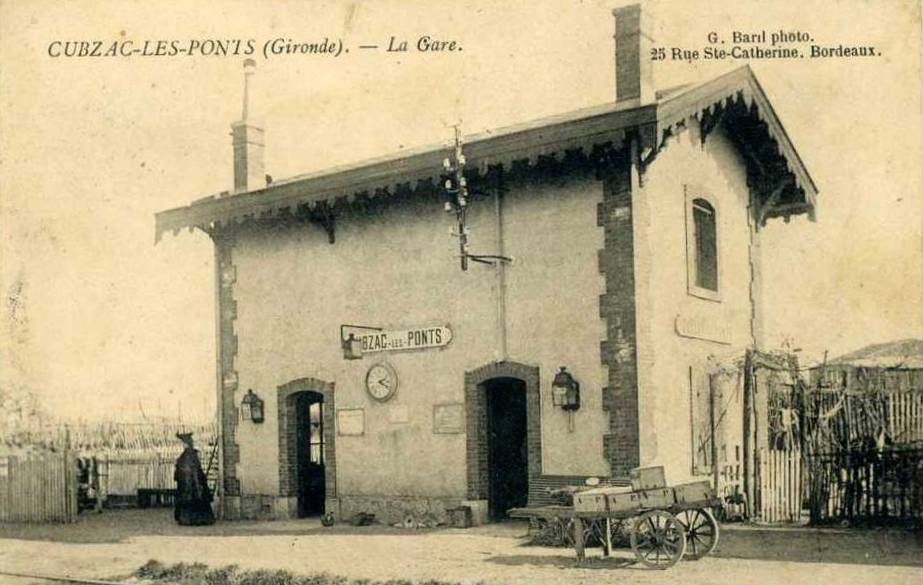
La gare au début du XXIème siècle

## Fréquentation
De 2015 à 2023, selon les estimations de la SNCF, la fréquentation annuelle de la gare s'élève aux nombres indiqués dans le tableau ci-dessous.
| Année     | 2015  | 2016  | 2017  | 2018  | 2019   | 2020  | 2021   | 2022   | 2023   |
| --------- | ----- | ----- | ----- | ----- | ------ | ----- | ------ | ------ | ------ |
| Voyageurs | 5 030 | 5 138 | 6 708 | 6 782 | 10 687 | 7 684 | 14 725 | 21 808 | 19 820 |

## Service des voyageurs

### Accueil
Halte SNCF, c'est un point d'arrêt non géré (PANG) à entrée libre.

### Desserte

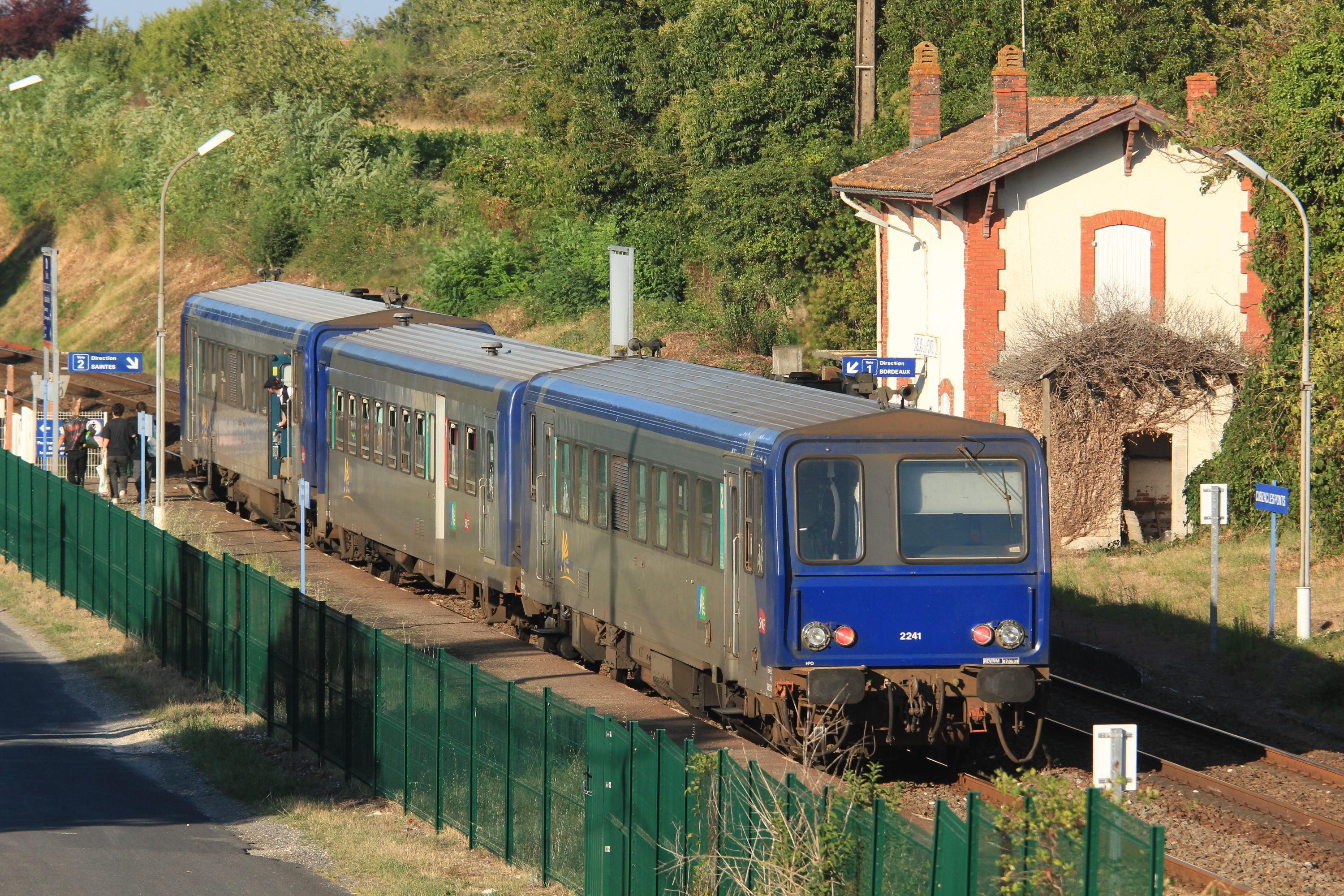
Un TER desservant la gare.

Cubzac-les-Ponts est desservie par des trains du réseau TER Nouvelle-Aquitaine qui effectuent des missions entre Bordeaux-Saint-Jean et Saint-Mariens - Saint-Yzan ou Saintes.

### Intermodalité
Un parking est aménagé à proximité de la halte